# Светлана Тилкова
Светлана Тодорова Арсова – Тилкова, позната и като Алена, е български астролог и нумеролог.

## Биография
Светлана Тилкова е родена през 1955 г. в София и завършва Немската гимназия в града (1974 г.) и ВИИ „Карл Маркс“ – специалност „Международни икономически отношения“ (1980 г.)
Твърди, че от дете е имала способността да вижда неща от „незримия“ свят. През 1977 г. започва да изучава астрология. В нея я въвежда възрастен астролог в Япония. Между 1977 и 1993 г. прекарва между 30 и 45 дни в Тибет с изучаване на медитация и левитация под ръководството на духовни учители. При престоя си там получава „духовното“ си име Алена.
Нейното списание „Кармичният кръг“ излиза за първи път на 26 януари 2001 г. Издала е повече от 40 книги, като сред най-известните от тях са „Буквар на душата“ „Настоящето е само ден“ и „Уроци по Карма“. Нейните хороскопи се излъчват всеки ден по bTV. Провежда курсове и пише наръчници по астрология и нумерология.
Редовен член е на Германския съюз на астролозите (DAV) от октомври 1999 г. Член е на Интернет общество - България от 2001 година. От юли 2006 г. е член на Световната астрологична асоциация (ISAR), а от 3 декември 2011 г. е първи председател на Международния приятелски кръг на DAV в България.